# Asclepiade di Mirlea
Asclepiade di Mirlea (in greco antico: Ἀσκληπιάδης ὁ Μυρλεανός?, Asklēpiádēs ho Myrleanós; Apamea di Bitinia, II secolo a.C. – ...) è stato un grammatico greco antico, vissuto tra il II e il I secolo a.C.

## Biografia
Nato in Bitinia, si conoscono frammenti dei suoi scritti, riguardanti commenti ad opere poetiche, trattati di grammatica e testi sulla storia locale della Bitinia e della Turdetania.

## Opere
Tra i commenti alle opere poetiche si annoverano un commento all'Odissea omerica e forse uno sull'Iliade, a cui sembrano appartenere dei frammenti ma del quale non ci è stato tramandato il titolo, e un'interpretazione allegorica del tema della "coppa di Nestore nell'Iliade. Si sarebbe inoltre occupato anche di Pindaro, di Teocrito, di Apollonio Rodio e di Arato.